# Ray Cooney
Ray Cooney (ur. 30 maja 1932 w Londynie) – brytyjski komediopisarz, określany jako mistrz farsy.
W 2005 został odznaczony Orderem Imperium Brytyjskiego IV klasy (OBE).

## Sztuki teatralne
- Mayday (ang. „Run For Your Wife”)
- Nie teraz kochanie (ang. „Not Now Darling”) [wspólnie z Johnem Chapmanem]
- Mayday 2 (ang. „Caught in the Net”)
- Wszystko w rodzinie (ang. „It Runs in the Family”)
- Kochane pieniążki (ang. „Funny Money”)
- Okno na parlament (ang. „Out of Order”)
- Jeszcze jeden do puli?! (ang. „One for the Pot”) [wspólnie z Tonym Hiltonem]
- Oto idzie panna młoda (ang. „There Goes the Bride”) [wspólnie z Johnem Chapmanem]

## Przedstawienia w Polsce
Sztuki Raya Cooneya były grane na scenach między innymi:
- Teatru Śląskiego im. Stanisława Wyspiańskiego w Katowicach
- Teatru Zagłębia w Sosnowcu
- Teatru Polskiego w Bielsku-Białej
- Teatru Polskiego we Wrocławiu
- Teatru Polskiego w Szczecinie
- Teatru Wybrzeże w Gdańsku
- Teatru Bagatela w Krakowie
- Teatru im. Adama Mickiewicza w Częstochowie
- Teatru Dramatycznego im. Jerzego Szaniawskiego w Płocku[3]
- Nowego Teatru w Słupsku
- Teatru Komedia w Warszawie
- Teatru Komedia we Wrocławiu
- Teatru im. Ludwika Solskiego w Tarnowie
- Teatru im. Stefana Jaracza w Olsztynie[4]
- Teatru Muzycznego im. D. Baduszkowej w Gdyni[5]
- Teatru Miejskiego im. W. Gombrowicza w Gdyni[6]
- Teatru im. Aleksandra Sewruka w Elblągu[7] [8] [9]